# Galattitolo-1-fosfato 5-deidrogenasi
La galattitolo-1-fosfato 5-deidrogenasi è un enzima appartenente alla classe delle ossidoreduttasi, che catalizza la seguente reazione:
galattitolo-1-fosfato + NAD+ ⇄ L-tagatosio 6-fosfato + NADH + H+
L'enzima contiene zinco.